# Світлий (Медведевський район)
Сві́тлий (рос. Светлый, марій. Светлый) — селище у складі Медведевського району Марій Ел, Росія. Входить до складу Сидоровського сільського поселення.

## Населення
Населення — 630 осіб (2010; 479 у 2002).
Національний склад (станом на 2002 рік):
- росіяни — 64 %